# 道の駅かみこあに
道の駅かみこあに（みちのえき かみこあに）は、秋田県北秋田郡上小阿仁村にある国道285号の道の駅である。愛称は秋田杉とコアニチドリの里。

## 概要
愛称の秋田杉は秋田県内でも数少ない天然秋田杉の自生地であることからで、コアニチドリは村の花に指定されるラン科の山野草である。

## 施設
- 駐車場
  - 普通車：76台
  - 大型車：22台
  - 身障者用：1台
- トイレ（いずれも24時間利用可能）
  - 男：大 7器、小 17器
  - 女：15器
  - 身障者用：2器
- 公衆電話：3台
- 公衆FAX：1台
- 物産センター
- 秋田杉の館（10:00 - 20:00）
  - お食事処（ラストオーダー19:00）
  - 軽食コーナー
- 休憩施設（8:00 - 20:00）
  - 道路地域情報
  - 休憩所（公衆無線LAN・FREESPOTは2009年8月に廃止）
- ATMコーナー
  - 北都銀行

## 休館日
- 休憩所:無休
- 物産センター：12月31日・1月1日

## アクセス
- 国道285号 - 登録路線
- 秋田県道214号福館阿仁前田線

## 周辺
- 上小阿仁村役場